# Upplands runinskrifter 169
Upplands runinskrifter 169 är en vikingatida runsten av gnejsgranit i Björkby, Östra Ryds socken och Österåkers kommun. Stenens höjd är 1,75 meter och dess bredd 0,85 meter. Runhöjden är nio centimeter. Runstenen upptäcktes 1937 i en husgrund och restes i närheten av fyndplatsen. Ristningen är inte signerad men har attribuerats till Gunnar.

## Inskriften
Translitterering av runraden:
ulmstin × i ruþi × urm-... ... ...(t)in × þina × iftiʀ × frustin × sun sin × uk + iftiʀ × uku + my sina ×
Normalisering till runsvenska:
Holmstæinn i ʀiuði, Orm... ... [s]tæin þenna æftiʀ Frøystæin, sun sinn, ok æftiʀ uku, møy sina.
Översättning till nusvenska:
Holmsten i Ryd, Orm- ... denna sten efter Frösten, sin son, och efter Unga, dotter sin.